# Xbox network
Xbox Network (precedentemente noto come Xbox Live) è un servizio di server web, distribuzione digitale e comunità virtuale sviluppato ed offerto da Microsoft a partire dal 15 novembre 2002 per le console Xbox che permette a chi dispone almeno di una connessione ADSL di giocare in multigiocatore attraverso Internet. Nel corso della sua lunga storia, Xbox Live è cambiato, si è evoluto e potenziato, portandosi, effettivamente, sempre un passo avanti rispetto a molti altri servizi analoghi, fungendo da ispirazione per quest'ultimi e spingendo il gioco in rete su console.
Da marzo 2021 il servizio è conosciuto come Xbox Network.

## Storia

### Origini concettuali, nascita e primi anni su Xbox
Alla fine degli anni '90, prima ancora che Microsoft annunciasse ufficialmente la sua Xbox, l'azienda era riuscita ad entrare nel mondo delle console grazie al supporto di Windows Embedded Compact su Sega Dreamcast. Il ruolo di Microsoft non fu però solo di supporto, ma anche di osservazione: l'azienda di Bill Gates si rese conto di quanto avanzata fosse la macchina di SEGA, e del successo dei suoi primordiali, ma efficienti, servizi per il gioco online grazie all'utilizzo della rete telefonica generale e dei modem dial-up a 56 kbit/s.
Microsoft non poté fare a meno di notare questo potenziale, e nei meandri dove Xbox veniva concepita, l'utilizzo di un servizio online che potesse connettere videogiocatori distanti chilometri, su console, fu tenuto in grande considerazione. Nonostante fosse però un progetto creato a priori per Xbox, il servizio non fu disponibile al lancio della console, ma esattamente un anno dopo, dal 15 novembre 2002. Una volta attivata l'infrastruttura, Microsoft mise in vendita lo Starter Pack che comprendeva un headset (microfono con auricolari) e un abbonamento per registrarsi ed usufruire del servizio per una durata di 12 mesi, al costo di 50$. Xbox Live, che comunque veniva elogiato per l'iniziativa, non fu esente da critiche: l'obiettivo di Microsoft di puntare sulla connessione a banda larga, dal 2000 ancora in via di diffusione, e di escludere l'utilizzo dei modem a 56 kbit/s, fu vista quasi come un'espressione di classismo tecnologico, in quanto negli Stati Uniti d'America, solo il 4.4% della popolazione aveva accesso a questo tipo di connessione.
Questo non basto però a decretare Xbox Live come un fallimento, anzi: crebbe in maniera esponenziale dai circa 150.000 utenti registrati solo nella prima settimana, agli oltre 350.000 nei 4 mesi successivi. Nonostante la mancanza di copertura ADSL in alcune zone dell'America del Nord, ma soprattutto in Europa, il successo di Xbox Live sarebbe stato destinato a crescere fino al 2004 quando uscì Halo 2 che, al di là del successo di nicchia della console, totalizzò oltre 100 milioni di dollari di incassi in un giorno e avvicinò sempre più persone al servizio di gioco in rete offerto da Microsoft, che in quell'anno aveva ormai raggiunto 1 milione di utenti registrati.
Per la fine del ciclo vitale di Xbox, nel 2006, Xbox Live aveva ormai raggiunto i 4 milioni di abbonati. Dopo l'annuncio del suo successore, Xbox 360, Microsoft ha tolto il supporto all'Xbox, mandandola fuori produzione nel 2008; nonostante tutto però è stato tenuto attivo il servizio Xbox Live, poiché ancora molto utilizzato, fino alla cessazione del supporto anche di quest'ultimo nel 2010.

### Estrema diffusione su Xbox 360, rielaborazione del servizio
Rispetto alla macchina precedente, Xbox Live, venne annunciato su Xbox 360 come una parte integrante della console fin dal giorno del lancio, con tutto il supporto annesso. Il servizio che in origine era accessibile e utilizzabile solo a pagamento, venne reso gratuito tramite la creazione di un Silver Account che consentiva di far parte della community e di chattare, ma che non permetteva di giocare in rete, feature relegata invece solo al Xbox Live Gold a pagamento. Gli utenti potevano inoltre portare il proprio profilo da Xbox a Xbox 360, o crearne uno nuovo nel caso sarebbe stato necessario; tra l'altro ogni utente poteva usufruire di un avatar personalizzabile e possedere una gamertag con tutte le proprie informazioni e statistiche di gioco consultabili, tra cui anche gli achievement, obiettivi di gioco facoltativi e sbloccabili; rendendo Live non solo più un servizio ma una vera e propria comunità virtuale. Altre novità sarebbero state l'Xbox Live Market Place per il download di contenuti extra, espansioni e giochi digitali.
Nei primi mesi del 2009, Microsoft aveva già venduto oltre 28 milioni di Xbox 360, e circa il 56% degli utenti, possedevano ormai un abbonamento Xbox Live Gold; assieme a tale successo della piattaforma arrivarono però anche i primi problemi: verso la fine dello stesso anno, infatti, Microsoft aveva bannato circa 1 milione di utenti dal servizio, con l'accusa o il sospetto di pirateria informatica, sia hardware che software. Si dimostrò infine vincente la tattica di Microsoft, adottata anni prima, di puntare tutto sulla connessione a banda larga, che infatti, nel 2010, aveva ormai raggiunto un tasso di diffusione pari al 68.2% tra la popolazione degli Stati Uniti d'America.
A causa del successo e della diffusione di Xbox 360, di gran lunga maggiore rispetto alla console precedente, Xbox Live nel corso di quegli anni divenne importante precursore ed innovatore, portando alla ribalta il gioco in rete su console, ponendosi come ispirazione per i più recenti PlayStation Network e Nintendo Network.

### Potenziamento dell'infrastruttura, attacchi informatici del 2014 eXbox Play Anywhere
Nella prima metà del 2013, a quasi 11 anni dall'attivazione del servizio, Microsoft in occasione del lancio di Xbox One, annunciò la più grande ristrutturazione di Live: circa 700 milioni di dollari sarebbero stati spesi per portare il numero dei server da 5.000 ad oltre 300.000 sfruttando il cloud computing per garantire un'esperienza di gioco ulteriormente migliorata. Dopo gli attacchi a PlayStation Network e Battle.net avvenuti il 23 agosto 2014, le attenzioni del gruppo di hacker Lizard Squad, si concentrarono su Xbox Live e colpirono il servizio mandando i server in crash, la notte del 24 agosto. Tuttavia il 25 agosto, i danni ad Xbox Live, durati particolarmente poco, vennero risolti dal tempestivo intervento di Microsoft, grazie anche al fatto che dopo gli attacchi al PSN, l'azienda americana poté anticiparsi sui tempi e preparare le proprie contro-misure.
Lizard Squad, dopo essersi già presa gioco della fragilità dei server di Sony e PlayStation Network, al termine del suo lavoro ha emanato giudizi, citando e complimentandosi con Microsoft ed Xbox Live per avergli dato del filo da torcere con le loro contro-misure, mentre ha criticato e deriso Sony e PSN, per la scarsa sicurezza ed elevata facilità nella manomissione dei loro server.
Nella seconda metà degli anni 2010, Xbox One arranca a ritagliarsi uno spazio predominante nel settore a causa di diversi fattori, oltre al successo di PlayStation 4, riportando Microsoft ad una situazione simile a quella di Xbox nei primi anni 2000. Preceduta da altre mosse di buon successo, tra cui la retrocompatibilità con sempre più titoli Xbox 360 tramite Live, Microsoft punta sulla strategia dell'Xbox Play Anywhere; che consiste nel permettere all'utenza che possiede un gioco su Xbox One, di poterlo ottenere gratuitamente anche su personal computer con Windows 10, oltre al movimento di tutte le esclusive One su Windows Store; per consentire una scelta ed un acquisto, in base a quale budget l'utente finale possieda, o quale piattaforma preferisca, creando in questo modo un ecosistema digitale unificato.
A partire dal 2016, Xbox Live, ha dimostrato una progressiva crescita passando da 39 a 48 - 49 milioni di utenti abbonati, con un incremento annuo di oltre il 30%.

## Caratteristiche

### Tipologie di abbonamenti
Le offerte della rete Xbox comprendono:
- Account gratuito[22]: è l'abbonamento base gratuito che permette di collegarsi alla comunità virtuale, creare il proprio avatar personalizzabile e possedere una gamertag, permette di giocare a titoli multigiocatore gratuiti. Inoltre è possibile inviare e ricevere messaggi vocali e di testo e raggiungere i propri amici.
- Xbox Game Pass Core: comprende tutte le caratteristiche dell'abbonamento gratuito ma aggiunge anche l'accesso all’esperienza multigiocatore: gioco in rete, strumenti avanzati per matchmaking e retroazione, privilegi esclusivi e bonus sul Marketplace (ad esempio sconti sui contenuti). Il Game Pass Core è a pagamento mensile oppure trimestrale e richiede la carta di credito o carta prepagata; in alternativa è possibile acquistare l'abbonamento al servizio in sotto forma di card prepagate da riscattare online tramite un codice.
Un'altra esclusiva feature di Xbox Game Pass Core è l'accesso a una raccolta selezionata di oltre 25 giochi gratuiti presenti nel catalogo di Xbox Game Pass.

I tipi di iscrizioni con abbonamento Game Pass Core sono due e il loro costo varia in base alla durata del servizio: un mese di abbonamento costa 6,99€, tre mesi costano invece 19,99€.

### Programmazione originale
Nel 2012 è stato creato a Santa Monica (California) uno studio televisivo e cinematografico, ramo di Microsoft Studios, chiamato Xbox Entertainment Studios. Lo scopo era quello di trasmettere "contenuti televisivi interattivi". Questa è la programmazione originale trasmessa su Xbox Live (solo su Xbox 360 e Xbox One):
- Bonnaroo Music Festival (2014) (dal vivo);
- Every Street United (2014);
- Miss Teen USA (2014) (dal vivo);
- Halo: Nightfall (2014);
- Atari: Game Over (2014) (film).

La programmazione originale prevedeva anche: un remake di Blake's 7 (2014), una serie senza titolo basata su Halo (2014) e le serie Humans (2015) e Street Dreams (2014); tuttavia tutte e quattro le serie sono state cancellate per motivi sconosciuti. Infine, lo studio "Xbox Entertainment Studios" è stato chiuso definitivamente il 29 ottobre 2014.

## Loghi

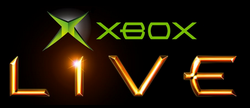
Dal 2002 al 2010
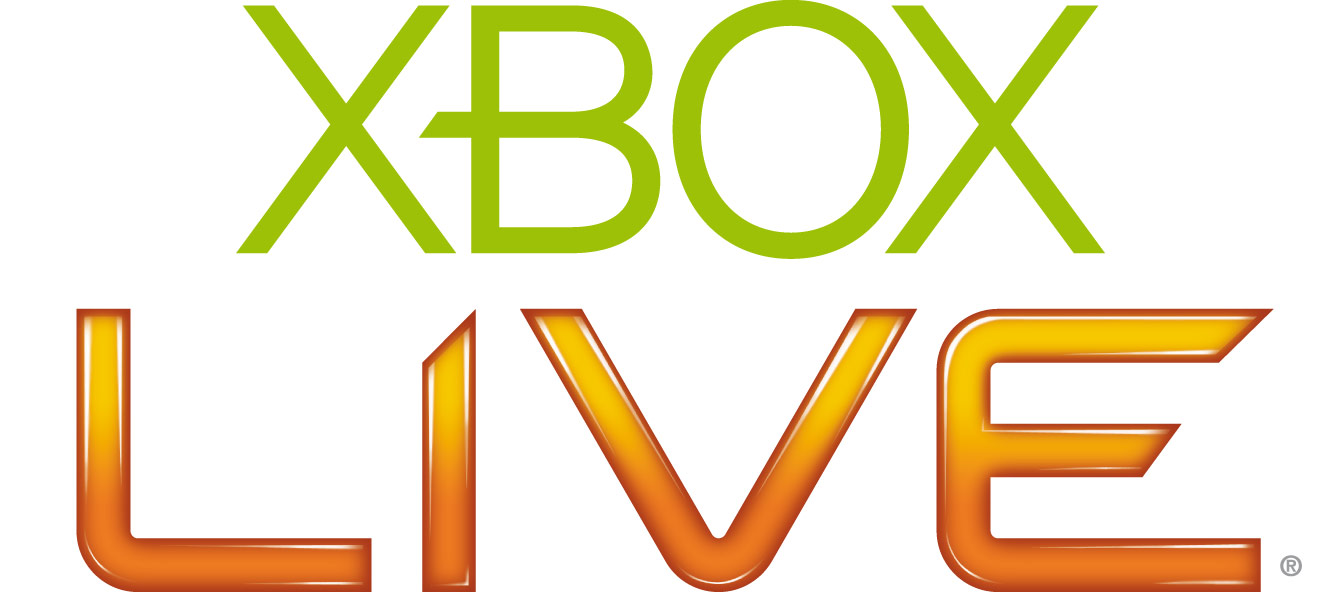
Dal 2005 al 2013
Dal 2013 al 2021
Dal 2021

## Disponibilità
Xbox network è attualmente disponibile in 42 nazioni:
- Arabia Saudita
- Argentina
- Austria
- Australia
- Belgio
- Brasile
- Canada
- Cile
- Cina
- Corea del Sud
- Colombia
- Danimarca
- Emirati Arabi Uniti
- Finlandia
- Francia
- Germania
- Giappone
- Grecia
- Hong Kong
- India
- Irlanda
- Israele
- Italia
- Messico
- Norvegia
- Nuova Zelanda
- Paesi Bassi
- Polonia
- Portogallo
- Regno Unito
- Repubblica Ceca
- Russia
- Singapore
- Slovacchia
- Spagna
- Stati Uniti d'America
- Sudafrica
- Svezia
- Svizzera
- Taiwan
- Turchia
- Ungheria